# St. Johnstone Football Club
Il St. Johnstone Football Club, meglio noto come St. Johnstone, è una società calcistica scozzese con sede nella città di Perth, militante in Scottish Premiership, massimo livello del calcio scozzese.
Nel suo palmarès vanta due coppe nazionali (2014 e 2021) e una coppa di Lega (2021).

## Storia
Fu fondato nel 1884 e due anni più tardi esordì in Scottish Cup. La prima partecipazione ai campionati nazionali, invece, si registrò soltanto dal 1911, quando fu iscritta in Scottish Division Two. Dopo un periodo di interruzione dovuto alla Prima Guerra Mondiale, tornò a disputare la seconda serie dalla stagione 1921-22; due anni dopo vinse il campionato e guadagnò per la prima volta la Scottish Division One. Qui rimase, a parte una parentesi di due anni in Division Two, fino al 1939.
Nel secondo dopoguerra ripartì di nuovo dalla Division Two (in quegli anni Division B), riconquistando poi la massima serie nel 1960 e, dopo un'altra retrocessione, nel 1963. Negli anni seguenti mantenne stabilmente la Division One e raggiunse il terzo posto nella stagione 1970-1971. L'anno precedente fu finalista in Scottish League Cup, vinta dal Celtic per 1-0.
Nella Premier Division 1975-1976 arrivò ultimo e retrocesse. Trascorse gli anni '80 e '90 alternando promozioni e retrocessioni, con partecipazioni in Premier Division, First Division e, per tre stagioni, anche in Second Division, guadagnandosi per questo la reputazione di squadra ascensore (yo-yo club in inglese).
Tornato in Premier Division nella stagione 1997-98, l'anno successivo il St. Johnstone raggiunse per la seconda volta la finale di Coppa di Lega, ma perse di nuovo, per 2-1 contro i Rangers. In campionato eguagliò il suo miglior piazzamento classificandosi terzo dietro a Rangers e Celtic. Tuttavia, tre anni dopo fu di nuovo relegata in seconda serie.
Nella stagione 2008-09 la squadra si laureò campione della First Division con una giornata di anticipo, guadagnando la promozione (l'ottava della sua storia) in Scottish Premier League.
Il St. Johnstone si classificò nuovamente terzo in Premier League 2012-13, e l'anno dopo conquistò il suo titolo più importante: la Scottish Cup, vinta nell'edizione 2013-14 grazie al successo per 2-0 nella finale disputata a Celtic Park contro il Dundee Utd.
Si è piazzato al quarto posto per tre stagioni consecutive, dal 2014-15 al 2016-17, mentre in Scottish Premiership 2017-2018 ha concluso all'ottavo posto, e poi al settimo nel campionato successivo. In Premiership 2019-2020, interrotta per la pandemia di COVID-19, si classifica sesto, favorito dalla migliore media punti rispetto all'Hibernian. 
Nella stagione 2020-21 il St. Johnstone conquista il double di coppe, vincendo per la prima volta nella storia la coppa di Lega, battendo in finale il Livingston per 1-0 e pochi mesi più tardi la Coppa di Scozia battendo sempre per 1-0 l'Hibernian: si tratta del primo double nella storia del club (che a livello di trofei maggiori aveva in precedenza conquistato solamente una Coppa di Scozia) e il quarto in assoluto per una squadra scozzese dopo Celtic, Rangers e Aberdeen: considerando anche il quinto posto in classifica conquistato in campionato, a fronte di un budget molto ridotto rispetto ad altre squadre scozzesi, la stagione 2020-2021 oltre ad essere una delle migliori della storia del club è stata considerata dagli esperti come una delle migliori in assoluto di un club scozzese.
Di tutt'altro andamento è la stagione 2021-22: il club, subito eliminato dall'Europa League e dalla Scottish Cup e uscito in semifinale di League Cup, rimane per quasi tutto il campionato nelle ultime posizioni di classifica, conclude al penultimo posto e mantiene la categoria vincendo lo spareggio promozione/retrocessione contro l'Inverness.
Nelle annate successive continua a stanziare in bassa classifica: arriva nono nel campionato 2022-23 e decimo nel 2023-24.

## Colori e simboli

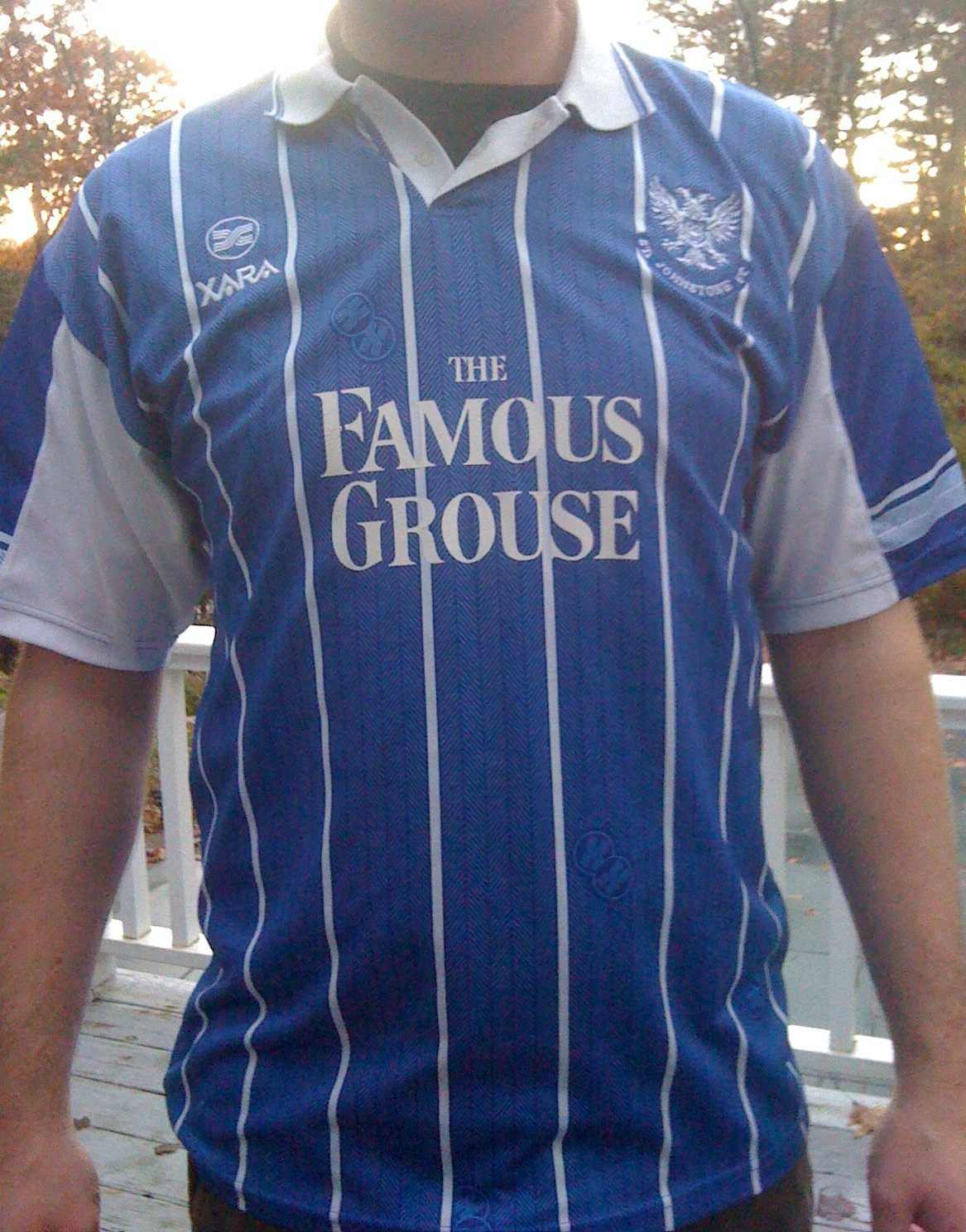
Divisa casalinga della stagione 1997-98

I colori sociali del St. Johnstone sono il blu e il bianco. Tradizionalmente il blu prevale nella maglia e nei calzettoni, mentre il bianco nei calzoncini.

### Sponsor maglie
Di seguito è riportato un elenco di tutti gli sponsor della maglia del St. Johnstone:
- 1986–1989: The Famous Grouse
- 1989–1991: Bonar Textiles
- 1991–1998: The Famous Grouse
- 1998–2002: Scottish Hydro Electric
- 2002–2004: Scottish Citylink
- 2004–2006: Megabus.com
- 2006–2008: George Wimpey
- 2009–2011: Taylor Wimpey
- 2011–attuale: GS Brown Construction

## Strutture

### Stadio
Dal 1989 il St. Johnstone disputa le partite casalinghe al McDiarmid Park, che attualmente ha una capienza di 10.673 persone. Si tratta del terzo stadio di casa del club, che precedentemente giocò al Recreation Ground (1885-1924) e al Muirton Park (1924-1989).

## Allenatori
Il St. Johnstone ha avuto 24 tecnici nella sua storia. Il manager più longevo è stato David Rutherford (11 anni), anche se il suo mandato fu interrotto dalla Seconda Guerra Mondiale. Il club ha nominato in media un nuovo allenatore ogni quattro anni. Willie Ormond e Bobby Brown hanno anche allenato la squadra nazionale della Scozia. Prima della nomina di Peter Grant nel 1919, il team venne gestito dal comitato, una pratica consueta in quel momento.
- 1919-20  Peter Grant
- 1920-22  Jimmy Buchan
- 1924-31  David Taylor
- 1931-36  Tommy Muirhead
- 1936-47  David Rutherford
- 1947-53  Jimmy Crapnell
- 1953-58  Johnny Pattillo
- 1958-67  Bobby Brown
- 1967-73  Willie Ormond
- 1973-76  Jackie Stewart
- 1976-78  Jim Storrie
- 1978-80  Alex Stuart
- 1980-85  Alex Rennie
- 1985-87  Ian Gibson
- 1987-92  Alex Totten
- 1992-93  John McClelland
- 1993-98  Paul Sturrock
- 1998-01  Sandy Clark
- 2001-04  Billy Stark
- 2004-05  John Connolly
- 2005-07  Owen Coyle
- 2007-11  Derek McInnes
- 2011-13  Steve Lomas
- 2013-2020  Tommy Wright
- 2020-2023  Callum Davidson
- 2023  Steven MacLean
- 2023-2024  Craig Levein
- 2024-  Simo Valakari

## Palmarès

### Competizioni nazionali
- Coppa di Scozia: 2

2013-2014, 2020-2021
- Coppa di Lega scozzese: 1

2020-2021
- Scottish First Division[6]: 7

1923-1924, 1959-1960, 1962-1963, 1982-1983, 1989-1990, 1996-1997, 2008-2009
- Scottish Challenge Cup: 1

2007-2008

### Competizioni regionali
- Forfarshire Cup: 4

1992-1993, 1998-1999, 2003-2004, 2006-2007

### Altri piazzamenti
- Campionato scozzese:

Terzo posto: 1970-1971, 1998-1999, 2012-2013
- Scottish Championship:

Secondo posto: 1931-1932, 2005-2006, 2006-2007
Terzo posto: 2002-2003, 2003-2004, 2007-2008
- Coppa di Scozia:

Semifinalista: 1933-1934, 1967-1968, 1988-1989, 1990-1991, 1998-1999, 2006-2007, 2007-2008, 2010-2011, 2024-2025
- Coppa di Lega scozzese:

Finalista: 1969-1970, 1998-1999
Semifinalista: 1961-1962, 1962-1963, 1967-1968, 1992-1993, 2006-2007, 2009-2010, 2013-2014, 2015-2016, 2021-2022
- Scottish Challenge Cup:

Finalista: 1996-1997
Semifinalista: 2004-2005, 2005-2006

## Statistiche e record

### Partecipazione ai campionati
| Livello | Categoria                 | Partecipazioni | Debutto   | Ultima stagione | Totale |
| ------- | ------------------------- | -------------- | --------- | --------------- | ------ |
| 1°      | Scottish Division One     | 27             | 1924-1925 | 1974-1975       | 54     |
| 1°      | Scottish Premier Division | 7              | 1975-1976 | 1997-1998       | 54     |
| 1°      | Scottish Premier League   | 8              | 1998-1999 | 2012-2013       | 54     |
| 1°      | Scottish Premiership      | 12             | 2013-2014 | 2024-2025       | 54     |
| 2°      | Scottish Division Two     | 19             | 1911-1912 | 1962-1963       | 44     |
| 2°      | Scottish Division B       | 5              | 1946-1947 | 1950-1951       | 44     |
| 2°      | Scottish First Division   | 20             | 1976-1977 | 2008-2009       | 44     |
| 3°      | Scottish Second Division  | 3              | 1985-1986 | 1987-1988       | 3      |

### Statistiche nelle competizioni UEFA
Tabella aggiornata alla fine della stagione 2021-2022.
| Competizione                  | Partecipazioni | G  | V | N | P  | RF | RS |
| ----------------------------- | -------------- | -- | - | - | -- | -- | -- |
| Coppa UEFA/UEFA Europa League | 7              | 24 | 5 | 9 | 10 | 26 | 33 |
| UEFA Europa Conference League | 1              | 2  | 0 | 1 | 1  | 1  | 3  |

### Record di squadra
- Record in casa spettatori:
  - Recreation Grounds: 12,000 vs Clydebank (Division Two, 14 aprile 1923)
  - Muirton Park: 29,972 vs Dundee (Scottish Cup, 10 febbraio 1951)
  - McDiarmid Park: 10,545 vs Dundee (Premier Division, 23 maggio 1999)
- Record vittoria: 13–0 vs Tulloch (Perthshire Cup, 17 settembre 1887)
- Record sconfitta: 11–1 vs Montrose (Northern League, 1º aprile 1893)
- Imbattibilità più lunga: 21 partite di campionato (2008–09)
- Record trasferimento speso: £400,000 per Billy Dodds (Dundee, 1994)
- Record trasferimento ricevuto: £1,750,000 per Callum Davidson (Blackburn Rovers, 1998)

### Record individuali
- Maggior convocazioni: Nick Dasovic – 26 convocazioni Canada mentre giocava nel club
- Record presenze: Alan Main – 361
- Miglior marcatore: John Brogan – 140
- Miglior marcatore in una stagione: Jimmy Benson – 44 (1931-1932)
- Miglior marcatore in una partita: Willie McIntosh – 6 (vs Albion Rovers, League Cup, 9 marzo 1946)

Source

### Media presenze
La presenza media campionato-partita al McDiarmid Park per la stagione 2007-08 era di 2.913 spettatori, che è il 27.29% della capacità dello stadio e più del 3,59% della stagione 2006-07.
Media passata:
- 2006–07: 2,812 (26.34% della capacità; +5.43% rispetto alla stagione 2005–06)
- 2005–06: 2,667 (24.98% della capacità; +10.48% rispetto alla stagione 2004–05)
- 2004–05: 2,414 (22.61% della capacità)

Source

## Organico

### Rosa 2024-2025
Aggiornata al 2 dicembre 2024.
| N. |                              | Ruolo | Calciatore         |
| -- | ---------------------------- | ----- | ------------------ |
| 2  | Croazia (bandiera)           | D     | Božo Mikulić       |
| 3  | Trinidad e Tobago (bandiera) | D     | André Raymond      |
| 4  | Scozia (bandiera)            | D     | Kyle Cameron       |
| 5  | Inghilterra (bandiera)       | D     | Jack Sanders       |
| 6  | Scozia (bandiera)            | D     | Lewis Neilson      |
| 7  | Scozia (bandiera)            | A     | Stevie May         |
| 8  | Scozia (bandiera)            | C     | Cameron MacPherson |
| 9  | Uganda (bandiera)            | A     | Uche Ikpeazu       |
| 10 | Scozia (bandiera)            | A     | Nicky Clark        |
| 11 | Irlanda (bandiera)           | C     | Graham Carey       |
| 12 | Scozia (bandiera)            | P     | Josh Rae           |
| 14 | Inghilterra (bandiera)       | C     | Drey Wright        |
| 15 | Ghana (bandiera)             | C     | Aaron Essel        |

| N. |                             | Ruolo | Calciatore          |
| -- | --------------------------- | ----- | ------------------- |
| 16 | Gambia (bandiera)           | A     | Adama Sidibeh       |
| 17 | Ucraina (bandiera)          | C     | Maksym Kučerjavyj   |
| 18 | Irlanda del Nord (bandiera) | D     | Sam McClelland      |
| 20 | Scozia (bandiera)           | P     | Ross Sinclair       |
| 22 | Galles (bandiera)           | C     | Matt Smith          |
| 23 | Austria (bandiera)          | C     | Sven Sprangler      |
| 24 | Scozia (bandiera)           | C     | Josh McPake         |
| 27 | Irlanda del Nord (bandiera) | A     | Makenzie Kirk       |
| 29 | Scozia (bandiera)           | C     | Jamie Murphy        |
| 30 | Scozia (bandiera)           | D     | Barry Douglas       |
| 33 | Israele (bandiera)          | C     | David Keltjens      |
| 46 | Polonia (bandiera)          | C     | Franciszek Franczak |

## Tifoseria

### Rivalità
Le rivalità principali riguardano Dundee e Dundee United, contro i quali il St. Johnstone disputa il Tayside Derby, dal nome della contea a cui appartengono le città di Perth e di Dundee.